# Conamomum
Conamomum là một chi thực vật trong họ Zingiberaceae, sinh sống tại châu Á. Các loài được ghi nhận trong khu vực Đông Dương và tây Malesia. Cho tới năm 2018 nó được coi là đồng nghĩa của Amomum.

## Mô tả
Cây mập mạp với thân rễ thân gỗ nhô cao khỏi mặt đất. Thân lá cao. Lá hình mũi mác thuôn dài. Các cán hoa trên cuống thân rễ với nhiều cụm hoa dạng bông dày đặc, lá bắc cứng màu xanh lục hoặc nâu, bền. Đài hoa hình ống với ba thùy đều nhau. Ống tràng ngắn và dày, các thùy không đều, các thùy phía trên lớn nhất thuôn dài. Môi ba thùy hoặc nguyên. Nhị lép thẳng, nhỏ hơn thùy tràng hoa. Nhị ngắn và rộng, bao phấn có các nhánh cong phía trên. Quả nang gần hình cầu hoặc thuôn dài. Các loài thực vật này có kiểu phát triển như của các loài Geostachys, nhưng sở hữu các nhị lép rời có kích thước nhất định, và các nhánh bao phấn cong như của Amomum.

## Các loài
Plants of the World Online (2024) công nhận 12 loài như sau:
1. Conamomum citrinum Ridl., 1899: Malaysia bán đảo, đông bắc Sumatra.
2. Conamomum cylindraceum (Ridl.) Škorničk. & A.D.Poulsen, 2018: Malaysia bán đảo, bắc và trung Sumatra.
3. Conamomum cylindrostachys (K.Schum.) Škorničk. & A.D.Poulsen, 2018: Borneo (Sarawak).
4. Conamomum flavidulum (Ridl.) Škorničk. & A.D.Poulsen, 2018: Borneo (Sarawak).
5. Conamomum odorum Luu, H.Ð.Trần & G.Tran, 2019:[4] Khánh Hòa, Việt Nam.
6. Conamomum pierreanum (Gagnep.) Škorničk. & A.D.Poulsen, 2018: Thái Lan, Campuchia.
7. Conamomum rubidum (Lamxay & N.S.Lý) Škorničk. & A.D.Poulsen, 2018: Việt Nam.
8. Conamomum spiceum (Ridl.) Škorničk. & A.D.Poulsen, 2018: Malaysia bán đảo.
9. Conamomum squarrosum (Ridl.) Škorničk. & A.D.Poulsen, 2018: Malaysia bán đảo.
10. Conamomum utriculosum Ridl., 1899: Malaysia bán đảo, Sumatra (quần đảo Riau).
11. Conamomum vietnamense N.S.Lý & T.S.Hoang, 2022:[5] Lâm Đồng, Việt Nam.
12. Conamomum xanthophlebium (Baker) Škorničk. & A.D.Poulsen, 2018: Malaysia bán đảo, đông bắc và tây trung Sumatra, Borneo (Sarawak).